# Nikku Olsen
Nikku Olsen (født 2. januar 1974 i Qeqertarsuaq) er en grønlandsk politiker. Han er formand for regeringspartiet Partii Inuit, som han stiftede den 26. januar 2013, efter han brød med Inuit Ataqatigiit. Han gjorde sig især kendt med sin kontroversielle holdning til det danske sprog, som han nægter at tale i politiske sammenhænge. Han fik ved landstingsvalget 2013 1.116 personlige stemmer, hvilket var det fjerde højeste antal ved valget. Partii Inuit fik sammenlagt to mandater.
Efter valget blev partiets spidskandidater indstillet til Landstinget, hvor den ene er Mette Lynge og den anden er Nikku selv. Den 5. april 2013 kom det frem, at Nikku var blevet erklæret uvalgbar, som følge af en voldssag tilbage i 2005. Hans valg blev dermed ugyldigt, og hans medlemskab af landstinget nåede dermed aldrig at træde i kraft. En gruppe borgere fra hans hjemby Qeqertarsuaq arrangerede en støttedemostration. Den 11. april kunne avisen Sermitsiaq afsløre, at der ikke var tale om en enkelt lussing tilbage i 2005, men grov vold. Borgerne i Qeqertarsuaq valgte den 11. april at aflyse demonstrationen. Nikku valgte samme dag at politianmelde avisen.